# Emerald City – Die dunkle Welt von Oz
Emerald City – Die dunkle Welt von Oz (Originaltitel: Emerald City) ist eine US-amerikanische Fernsehserie von Matthew Arnold und Josh Friedman, die lose auf dem Roman Der Zauberer von Oz von L. Frank Baum aufbaut. Die Serie wurde vom ausstrahlenden Sender NBC bereits im April 2015 in Auftrag gegeben, hatte nach mehrfachen Produktionsschwierigkeiten, die sogar zur zwischenzeitlichen Einstellung des Projektes führten, letztendlich am 6. Januar 2017 ihre Premiere. Anfang Mai 2017 gab der Sender die Einstellung der Serie nach einer Staffel und zehn Episoden bekannt.
Eine deutschsprachige Erstausstrahlung ist seit dem 3. Januar 2018 beim Bezahlsender RTL Passion zu sehen. Zudem ist die Serie auf Amazon Prime verfügbar.

## Inhalt
Nachdem sie von einem Tornado aus Lucas, Kansas in das Land von Oz transportiert wurde, macht sich die 20-jährige Dorothy Gale auf den Weg, den Zauberer von Oz zu finden, nicht ahnend, dass sie eine Prophezeiung erfüllen wird, die das Leben aller für immer verändern wird.